# العلاقات الإسرائيلية النيجرية
لا توجد حاليًا علاقات دبلوماسية رسمية بين دولة إسرائيل وجمهورية النيجر. وكانت العلاقات الدبلوماسية بين البلدين نشطة بين استقلال النيجر في عام 1960 و1973. وقد أعيد تطبيع العلاقات في عام 1996، لكن حكومة النيجر أنهت العلاقات مع إسرائيل في عام 2002م. ولا توجد أية قيود خاصة على السفر أو التجارة بين مواطني الدولتين.

## العلاقات السابقة
حصلت جمهورية النيجر على الاستقلال من فرنسا في عام 1960، وأقام في ذلك الوقت علاقات مع دولة إسرائيل، على الرغم من أن النيجر لم تنشئ قط بعثة دائمة هناك. وفي مطلع الستينات، أنشئت في جمهورية النيجر عدة برامج إنمائية إسرائيلية، معظمها يتعلق بتبادل الخبراء في مجال التنمية الزراعية في المناطق القاحلة. وقد ساعدت الحكومة الإسرائيلية أيضا في تأسيس الرواد الشباب في النيجر، وهم مجموعة وطنية من الشباب والمجتمع المدني. في منتصف الستينات، فتحت جمهورية النيجر سفارة لها في إسرائيل. عقب هزيمة مصر و سوريا عام 1967، بردت مشاعر حكومة وشعب النيجر تجاه إسرائيل. وقد رفضت الحكومة الإسرائيلية من جانبها إقامة علاقات أوثق بين النيجر وليبيا، بدءا من عام 1969. وقد أدى استمرار الصراع الإسرائيلي مع جيرانه، وتزايد الضغط من جانب حلفاء النيجر مثل ليبيا، وحركة عدد من الدول الأفريقية في اتجاه مماثل، إلى إنهاء جميع العلاقات الدبلوماسية رسميا مع دولة إسرائيل في 1 يناير 1973.
و قد اتخذت المنظمات الأفريقية والغير المنحازة عددا من الخطوات نحو قطع العلاقات مع إسرائيل في أعقاب عام 1967، واستمرت هذه المبادرات في أوائل السبعينات. تجاوزت منظمة الوحدة الأفريقية في اجتماع القمة الذي عقدته في يونيو 1972 انتقادها لإسرائيل في عام 1971 بالدعوة بالإجماع إلى فرض حظر على توريد أسلحة من جانب الأمم المتحدة إلى إسرائيل. وفي العام نفسه، قطعت أوغندا العلاقات الدبلوماسية مع إسرائيل في مارس؛ وتبعتها تشاد في نوفمبر. وأعلنت إسرائيل في 25 ديسمبر إغلاق سفارتيها في جمهورية النيجر وجمهورية الكونغو «لأسباب تتعلق بالميزانية والإدارة»، تاركة فقط اعتماد غير مقيمين في هذين البلدين. وردت جمهورية الكونغو بتجميد العلاقات مع إسرائيل تماما، وشجب السياسات الإسرائيلية بأنها «إمبريالية وتوسعية». كما قطعت جمهورية النيجر العلاقات بالكامل، ووصف الحزب التقدمي النيجيري الحاكم التمثيل الإسرائيلي في نيامي بأنه «غير مناسب». تم الإعلان عن السياسة الرسمية النيجيرية لقطع العلاقات في 1 يناير 1973، ليدخل حيز النفاذ في 4 يناير.
وقام العديد من جيران النيجر بقطع العلاقات في الوقت نفسه، من بينها مالي (4 يناير 1973: ما زالت لا علاقة لها بإسرائيل) ونيجيريا (التي أعادت إقامة علاقاتها في عام 1992).

## العلاقات غير الرسمية
استمرت العلاقات غير الرسمية مع إسرائيل تحت إشراف حكومة هاماني ديوري، وكذلك تحت سيني كونتشيه بعد عام 1974. وتفاقمت العلاقات الباقية في أواخر السبعينيات من خلال فتح إسرائيل للعلاقات مع نظام الفصل العنصري في جنوب إفريقيا والاتهامات الإسرائيلية بأن النيجر قامت بشحن خام اليورانيوم إلى ليبيا والعراق. وفي عام 1979، كشفت النيجر أنها باعت 258 طن من اليورانيوم إلى ليبيا في عام 1978، وتواصل مبيعاتها إلى خصوم إسرائيل: 1212 طن إلى ليبيا في عام 1981، ومبلغ غير معروف للعراق قبل الهجوم الإسرائيلي على مفاعل تموز النووي العراقي في 1 يونيو 1981.
وظلت العلاقات السياسية متوترة من خلال الحكومات المتعاقبة بسبب تصور النيجر للنزاع الإسرائيلي الفلسطيني، ولعلاقات إسرائيل في السبعينات والثمانيات بنظام الفصل العنصري في جنوب أفريقيا.
وقد صوَّتت النيجر «نعم» على قرار الأمم المتحدة لعام 1975 الذي «يقرر [أن الصهيونية هي شكل من أشكال العنصرية والتمييز العنصري».

## إعادة إنشاء وانقطاع
في 28 نوفمبر 1996، وقعت إعادة إرساء العلاقات بصورة رسمية، دون إعادة فتح السفارات. إعادة الفتح هذا، مثل ذلك بين الجيران مثل موريتانيا، جاء في أعقاب اتفاقات أوسلو، نهاية الفصل العنصري وضغط الولايات المتحدة لدعم فتح السلام الفلسطيني الإسرائيلي. تم تحفيز الانفتاح الفعلي من النيجر في نهاية أكتوبر 1996 بواسطة الانقلاب العسكري في 27 يناير 1996 من قبل العقيد إبراهيم باري مايناسارا ورغبة الحكومة الجديدة لعكس الانسحاب لاحق من المساعدات. وكان الافتتاح الفعلي، الذي جاء في أواخر أكتوبر، نتيجة الانقلاب العسكري الذي وقع في 27 يناير 1996، ورغبة الحكومة الجديدة في عكس اتجاه الانسحاب اللاحق ل المساعدة المقدمة من رعاة النيجر الرئيسيين، وهما الولايات المتحدة وفرنسا. في أقل من ثلاث سنوات، تمت الإطاحة بمايناسارا وأعادت الحكومة النيجيرية الديمقراطية الجديدة العلاقات مع الغرب.
في أبريل 2002، وفي أعقاب الانتفاضة الثانية لعام 2000، واحتجاجات الشوارع المتزايدة ضد السياسة الخارجية الإسرائيلية والسياسة الخارجية الأمريكية، أعلنت حكومة النيجر مرة أخرى عن انهيار العلاقات الدبلوماسية رسمياً.
بإغلاق العلاقات، أصبحت النيجر أول دولة تقطع العلاقات مع إسرائيل منذ بدء الانتفاضة الفلسطينية في عام 2000.
وفي البيان الرسمي الذي صدر في 21 أبريل، أدانت حكومة النيجر الأعمال العسكرية الإسرائيلية في الأراضي الفلسطينية، وأدانت «تعنت رئيس الوزراء شارون ورغبته المعلنة بوضوح في إعادة النظر في جميع القرارات السابقة لعملية السلام، التي تهدد بشكل خطير السلام والأمن في كل الشرق الأوسط».
وقبل فترة وجيزة من حدوث تمزق في العلاقات، اتهم المسؤول النيجري لاوال قادر محمدو، في شجبه لنزاع إسرائيل مع الفلسطينيين، إسرائيل بـ «الإبادة الجماعية» أثناء مثوله أمام تلفزيون الدولة، قائلا «إن فلسطين يجب أن تعيش كدولة ذات سيادة». صرح مسئولون بوزارة الخارجية الإسرائيلية أنه على الرغم من خيبة أملهم بسبب قطع العلاقات، فإن العلاقات منذ عام 1996 لم تتجاوز سوى تبادل قليل من الخبراء الزراعيين الإسرائيليين وطلاب الجامعات النيجيرية.

## الروابط الحالية
في عام 2009، لا توجد حتى الآن أي علاقة دبلوماسية بين البلدين. ولا توجد أية قيود محددة للتجارة أو السفر بين الدولتين. ويجب أن يكون لجميع الزوار من خارج الجماعة الاقتصادية لدول غرب أفريقيا تأشيرة زيارة إلى النيجر، بينما لا يواجه النيجريين أية قيود رسمية على السفر إلى إسرائيل. وفي حين أن هناك في بعض الأحيان احتجاجات ضد السياسة الإسرائيلية في النيجر فإن الإسرائيليين يواصلون السفر إلى البلد والعمل فيه.